# Битва в затоці Мілн
Битва в затоці Мілн (25 серпня — 7 вересня 1942 року), відома також як "Операція RE" — частина Новогвінейської операції Тихоокеанської кампанії Другої світової війни. Елітні японські підрозділи морської піхоти, відомі як "Кайгун Рікусентаї" (спеціальний морський десант) при підтримці танків атакували аеродром Союзників поблизу затоки Мілн, який був збудований на східному краю острова Нова Гвінея. У зв'язку з неточними розвідувальними даними, японці прорахувалися з кількістю австралійського гарнізону, і вважали, що аеродроми були захищені лише трьома ротами солдатів, тому спочатку висадили 25 серпня 1942 року лише один батальйон морської піхоти. Союзники були попереджені розвідкою про можливу висадку японського десанту, тому значно зміцнили гарнізон, що захищав аеродроми.
Незважаючи на втрати, отримані під час висадки від атаки ВПС Союзників, японці досить швидко почали свій наступ в напрямку аеродромів. Важкі бої почалися вже с першої лінії оборони, яку зайняла австралійська поліція. Потім в бій вступила австралійська військова еліта — ветерани 2-ї австралійської армії. Перевага Союзників в повітрі допомогла забезпечити перевагу сухопутним підрозділам австралійської армії над японцями, здійснюючи атаки на шляхи японської логістики та допомагаючи безпосередньо під час боїв. Опинившись в меншості, зазнавши великих втрат та маючи проблеми з поставкою боєприпасів та продовольства, японці змушені були до 7 вересня 1942 року вивести свої війська.
Ця битва вважається першою великою битвою в якій війська Союзників завдали нищівної поразки японським сухопутним військам. В результаті бою підвищився моральний бойовий дух Союзників, а військова база в затоці Мілн була розбудована у велику базу Союзників, яка використовувалася для подальших операцій в даному регіоні.

## Рекомендована література
- Baker, Clive (2000). Milne Bay 1942 (вид. 4th). Loftus, New South Wales: Australian Military History Publications. ISBN 978-0-646-05405-6.